# Ezio Vendrame
Ezio Vendrame (né le 21 novembre 1947 à Casarsa della Delizia dans le Frioul-Vénétie Julienne et mort le 4 avril 2020 à Trévise en Vénétie) est un footballeur italien qui évoluait au poste de milieu de terrain,, avant de devenir ensuite entraîneur.

## Style de jeu
Ezio Vendrame jouait en tant meneur de jeu offensif, au milieu axial ou bien encore ailier. Possédant une excellente technique, des compétences de dribble et une bonne vision du jeu pour la passe finale, il était considéré comme l'un des jeunes joueurs italiens les plus prometteurs au début de sa carrière.
Surnommé le « George Best italien » en raison de son apparence physique, à savoir sa barbe et ses cheveux longs, sa personnalité rebelle et son style de vie « hippie » anticonformiste en dehors du terrain en ont fait un symbole du football italien dans les années 1970, rendant ses relations avec ses managers difficiles.
Vendrame était connu pour fumer et boire tout au long de sa carrière. Il était également connu sous le nom de il poeta del gol (« le poète buteur »). Il a également été comparé à Mario Kempes tout au long de sa carrière, en raison de sa coiffure et de sa position sur le terrain.

## Biographie

### Enfance et débuts dans le football
Ezio Vendrame est né à Casarsa della Delizia dans la province de Pordenone en 1947,.
Vendrame commence à jouer au football à l'âge de 13 ans dans l'équipe des jeunes de l'Udinese, une équipe de sa région natale.

### Carrière de joueur
Il rejoint ensuite la SPAL en Serie A en 1967, mais ne joue pas de matchs.
Il s'engage ensuite en prêt pour Torres, puis pour Sienne en 1969, avant de revenir à la SPAL puis à Rovereto en Serie C.
Il fait ses grands débuts en Serie A avec le Lanerossi Vicence en 1971 où il a atteint rapidement le statut de « star » en raison de ses performances. Il reste avec ce club jusqu'en 1974, quand il est recruté au Napoli où il ne reste qu'une saison car il est peu apprécié par l’entraîneur Luís Vinício, ne faisant ainsi que trois apparitions sur le terrain. Au total, il marque un seul but en 49 matches de Serie A. 
Malgré son talent durant sa jeunesse, il n'atteint pas son objectif potentiel et passe le restant de sa carrière suivante dans les divisions inférieures du football italien, d'abord en Serie C, passant deux saisons avec Padoue (57 apparitions) et Audace pendant une saison.
Lors du passage dans son ancien club, il se fait remarquer pour deux incidents. Le premier survient lors d'un nul 0-0 à domicile contre Cremonese au cours de la saison 1976-77. Afin de divertir la foule lors d'un match plutôt terne et sans but, le match avait été arrangé pour qu'il se termine par un nul 0-0, car Cremonese n'avait besoin que d'un seul point pour obtenir une promotion en Serie B. Vendramel se met alors à dribbler tous les joueurs de l'équipe adverse ainsi que sa propre équipe, y compris son propre gardien de but avant de finalement arrêter le ballon sur la ligne de but, puis recommence le jeu.

Le deuxième incident survient ensuite lors d'un match à l'extérieur contre l'Udinese. Après avoir été raillé par la foule à domicile pendant tout le match, Padoue gagne un corner, que Vendrame s'apprête à tirer. Il fait comprendre aux supporteurs adverses par ses gesticulations qu'il marquerait à partir du point de corner, puis il tire et marque un but improbable.
Il joue ensuite en Serie D pendant une saison avec Pordenone, aidant le club à remporter le titre de champion et à obtenir sa promotion en Serie C2 au cours de la saison 1978-79 et enfin dans les divisions amateurs avec le club de sa ville natale, le Juniors Casara,,,,.

### Carrière d'entraîneur
Après sa retraite, Ezio Vendrame entraîne les équipes de jeunes de Pordenone, de Venezia ainsi que de Sanvitese.
Il privilégiait l'aspect technique du jeu plutôt que la tactique. Ses séances d'entraînement se concentraient principalement sur la technique et la possession du ballon, plutôt que sur la préparation athlétique et la tactique. Un de ses anciens joueurs a déclaré : « il ne nous a fait courir que comme punition » ,.

### L'après football
Après sa retraite du monde du football, Vendrame poursuit une carrière d'écrivain, publiant plusieurs livres.
Il était également intéressé par la musique et la littérature.
Ezio Vendrame meurt à Trevise d'un cancer à l'âge de 72 ans le 4 avril 2020.